# Пряжба-Маре
Пряжба-Маре (рум. Preajba Mare) — село у повіті Горж в Румунії. Адміністративно підпорядковане місту Тиргу-Жіу.
Село розташоване на відстані 227 км на захід від Бухареста, 6 км на північний схід від Тиргу-Жіу, 89 км на північний захід від Крайови.

## Населення
За даними перепису населення 2002 року у селі проживали 613 осіб.
Національний склад населення села:
| Національність | Кількість осіб | Відсоток |
| -------------- | -------------- | -------- |
| румуни         | 601            | 98,0%    |

Рідною мовою назвали:
| Мова      | Кількість осіб | Відсоток |
| --------- | -------------- | -------- |
| румунська | 602            | 98,2%    |